# Diga di Kawabe
La diga di Kawabe (川辺ダム?, Kawabe damu) è una diga a Kawabe, nella prefettura di Gifu, in Giappone, completata nel 1936.